# Alfons Bērziņš
Pour les articles homonymes, voir Bērziņš.
Alfons Bērziņš, né le 7 novembre 1916 à Riga et mort le 16 décembre 1987 dans la même ville, est un patineur de vitesse letton. Il a participé aux Jeux olympiques d'hiver de 1936 et s'est placé à la 14e place sur 500 mètres. 
Il se classe le premier devant Charles Mathiesen et Aage Johansen lors des Championnats d'Europe de patinage de vitesse de 1939.
Médaillé d'or de l'édition non officielle des Championnats du monde toutes épreuves de patinage de vitesse de 1940.
Lors de la Seconde Guerre mondiale Alfons Bērziņš sert dans la 506e division d'artillerie anti-aérienne de la Légion lettonne (unité de la Waffen-SS). Il est décoré d'une Croix de fer de 2e classe le 22 avril 1944. Après l'annexion de la Lettonie par l'Union soviétique après la guerre, Alfons Bērziņš est déporté en Sibérie. Il rentre à Riga en 1955 et devient entraineur. Lāsma Kauniste, la championne du monde de patinage de vitesse de 1969, est l'une de ses élèves.
Alfons Bērziņš meurt à Riga le 16 décembre 1987. Il est enterré au cimetière boisé de Riga.

## Palmarès
Le tableau suivant indique les médailles obtenues par Alfons Bērziņš dans les grandes compétitions :
| Compétition                           | Or   | Argent | Bronze |
| Championnats d'Europe toutes épreuves | 1939 | –      | –      |
| Championnats du monde toutes épreuves | 1940 | –      |        |